# Нерофрактис
Нерофрактис (грч. Нерофрактис) је насељено место у општини Доксат у периферији Источна Македонија и Тракија, Грчка. Према попису из 2021. године било је 446 становника.
Према бугарском географу и историчару, Василу Канчову, у Нерофрактису је 1900. године живело 700 Турака. Године 1923. турско становништво је принудно исељено у Турску а на њихово место су насељене грчке избегличке породице, којих је на попису из 1928. године било 565. Село се раније звало Еди Пере или Једи Пере.